# 祝融峰

祝融峰，南岳衡山主峰，也是南岳七十二峰最高峰，位于南岳古镇北面。祝融峰上的祝融殿为湖南省文物保护单位。

## 历史沿革

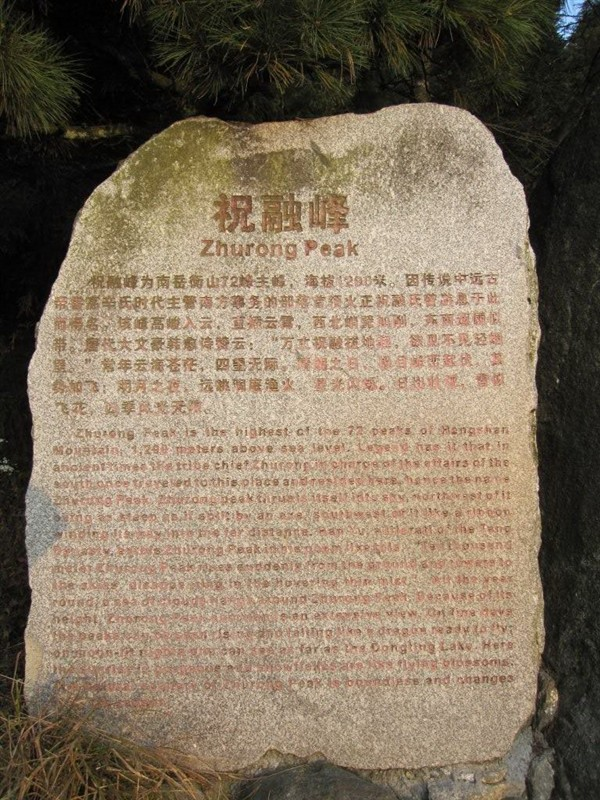
祝融峰上的介绍石碑

其名源自火神祝融之名；相传祝融氏主管南方，住衡山，死后葬于衡山。

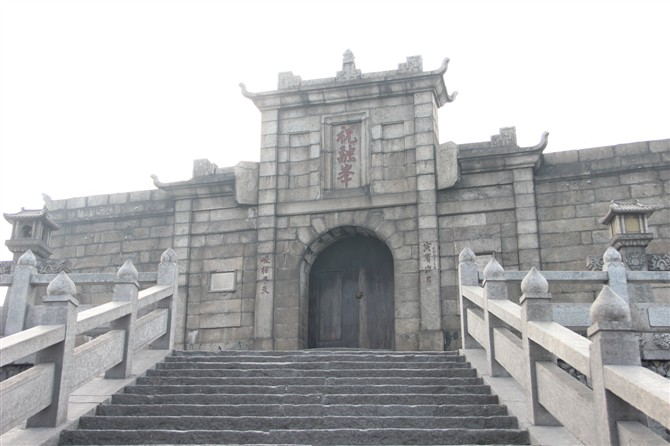
祝融殿。

祝融峰顶建有祝融殿（祝融庙），原名“老圣帝殿”，明朝万历年间始建为祠。               
2009年2月12日下午3点左右，祝融峰上的一根电线被风刮断引发了火灾，燃烧面积达100余亩左右，经千名武警和消防队员的努力而扑灭，没有人员伤亡。
2009年7月7日，美籍华人谢政达捐资百万修缮祝融峰。经过一年修缮，于2010年8月26日举行了竣工仪式。
2009年9月8日，南岳区政府新闻办公室宣布，当地有关部门在祝融峰探访到了古代“南山”大型石刻，为清光绪版《南岳志》所记载“寿比南山”四字题刻的一部分。“寿比”题刻没有找到，专家分析“寿比”可能在古代修缮时被压在殿脚下。

## 祝融峰的地理
祝融峰之高，被誉称为“南岳四绝”之一。
1996年版的《南岳志》记载祝融峰海拔为1290公尺。2007年，国家测绘局、建设部日前联合发出公告，祝融峰海拔为1300.2米
登山汽车可以直达峰脊背，从脊背再爬上两百多级石磴，就是极点祝融殿。峰上及其附近有望日台、望月台、太阳泉、会仙桥、罗汉洞、老女枧、风穴、雷池等名胜古迹；还有高山气象站、电视调频转播台。
峰顶还有多处古代石刻：“山矗天止”、“天根月窟”、“天半祝融”、“一目千里”等。
南岳七十二峰里还有“小祝融峰”，在水帘洞上侧，与古香炉峰相对，峰多岩石，林木葱秀，远看近似祝融峰而得名。

## 旅游活动
2000年10月6日下午16时，新疆達瓦孜（杂技）艺人阿迪力·吾守尔在没有任何保险装置的情况下，用52分13秒的时间成功跨越了芙蓉峰与祝融峰之间全长1399.6米的钢丝。
2015年10月21日，首届南岳星空节在祝融峰举行，数万人在峰上观看猎户座流星雨。

## 祝融峰的人文

### 文学作品
- 诗词

| 紫盖连延接天柱，石廪腾掷堆祝融。——韩愈《谒衡岳庙遂宿岳寺题门楼》 |

| 祝融高莫比，身到勝傳聞。日動洞庭水，風開衡嶽雲。——徐照《登祝融峰》 |

| 但有浮云渡，时时一荡胸。地沉星尽没，在跃日初溶。——谭嗣同《晨登衡岳祝融峰》 |

| 仰瞻穆无垠，俯视茫无疆。天工如此见,人事有何常？——程潜《祝融峰谒炎帝庙》 |

| 竹杖穿云蜡屐轻，南风扶我趁新晴。——《张大千：登南岳祝融峰绝顶并题画》 |

| 四顾渺无际，天风吹我衣。听涛起雄心，誓荡扶桑儿。——叶剑英《登祝融峰》 |

| 我乘飞云上祝融，扶摇翻动邀太空。——萧克《登祝融峰》 |

## 脚注
1. ↑  . . 湖南出版社. 1996年: 70. ISBN 7-5438-1212-6.
2. ↑  南岳衡山旅游网. .   [2017年1月2日]. （原始内容存档于2017年1月3日）.
3. ↑  . 中国旅游报. 2001年6月6日. （原始内容存档于2020年4月20日）. 峰上有祝融殿，是明代所建。
4. ↑  李, 恺萌. . 人民网. 2009年2月12日. （原始内容存档于2019年6月8日）.
5. ↑  . 新兴国恩寺. 2009年7月8日. （原始内容存档于2019年6月9日）.
6. ↑  . 中国新闻网. 2010年8月26日. （原始内容存档于2019年6月5日）.
7. ↑  李, 孟翔; 谭, 英. . 中国新闻网(北京). 2009年9月8日. （原始内容存档于2017年2月3日）.
8. ↑  . 湖南出版社. 1996年: 70. ISBN 7-5438-1212-6.
9. ↑  .   [2007-05-09]. （原始内容存档于2017-02-28）.
10. ↑  . 湖南出版社. 1996年: 233. ISBN 7-5438-1212-6.
11. ↑  宋, 钢. . 衡阳广电网. 2014年2月16日. （原始内容存档于2017年1月18日）.
12. ↑  . 湖南出版社. 1996年: 71. ISBN 7-5438-1212-6.
13. ↑  . . 湖南出版社. 1996年: 78–79. ISBN 7-5438-1212-6.
14. ↑  . 江南时报. 2000年10月6日. （原始内容存档于2014年5月11日）.
15. ↑  刘, 思远. . 衡阳日报. 2015年10月23日. （原始内容存档于2020年11月16日）.